# Yohei Iwasaki
Yohei Iwasaki (岩﨑 陽平 Iwasaki Yohei?), född 24 mars 1987 i Mie prefektur, är en japansk fotbollsspelare.
Iwasaki spelade för Albirex Niigata och FC Gifu.